# Thomas Johansson
Karl Thomas Conny Johansson (n. 24 martie 1975, Linköping, Suedia) este un fost tenisman suedez, în prezent devenit antrenor, iar între 2022 și 2024 a fost antrenorul jucătoarei române Sorana Cîrstea.
În 2002, a câștigat Australian Open, singurul său titlu de Grand Slam din carieră, învingându-l pe favoritul Marat Safin în finală. A câștigat în carieră un total de 10 turnee (9 la simplu).

## Cariera de jucător
Johansson a câștigat primul său turneu în 1997 la Copenhaga. În 1999, a câștigat primul său trofeu în Masters Series, la Montreal și a devenit numărul 11 mondial. În 2002, la Australian Open, a evoluat de pe poziția a 18-a  în clasamentul mondial, și i-a învins pe Jacobo Díaz (locul 89 în lume), Markus Hipfl (locul 75), Younès El Aynaoui (locul 23), Adrian Voinea (locul 107), Jonas Björkman (locul 64) și Jiří Novák (locul 24), ajungând în finală, unde a trecut de Marat Safin, cap de serie numărul 11, scor 3-6, 6-4, 6-4, 7-6 (4). Astfel, nu s-a confruntat cu niciun membru din Top 20 înainte de finală și a câștigat turneul fără să învingă vreun jucător din Top 10. La finalul anului 2002 a suferit o accidentare la genunchi care l-a împiedicat să mai joace vreun meci în întreg sezonul 2003. În iunie 2009, Thomas Johansson anunță că își încheie cariera la 34 de ani. El rămâne în continuare ultimul suedez care a câștigat un turneu de Grand Slam.

## Cariera de antrenor
Johansson a devenit antrenorul belgianului David Goffin pe 27 februarie 2019. Inițial, fusese „consilier” al belgianului, din februarie până în noiembrie 2016. A mai antrenat-o pe daneza Caroline Wozniacki între septembrie și octombrie 2012, precum și pe croatul Borna Ćorić în 2015.
În 2022, a devenit antrenorul româncei Sorana Cîrstea. Colaborarea s-a încheiat în februarie 2024.